# Küküllőalmás község
Küküllőalmás község (románul: Comuna Alma) község Szeben megyében, Romániában. Központja Küküllőalmás, beosztott falvai  Gyákos és Somogyom.

## Fekvése
Szeben  megye északi részén helyezkedik el, Medgyestől 13 kilométerre, a Nagy-Küküllő jobb partján. A DJ 142E megyei úton közelíthető meg. Szomszédai: északon Maros megye, nyugaton Darlac község, délen Ecel község, délnyugaton Baráthely község, keleten Szászernye.

## Népessége
A 2011-es népszámlálás adatai alapján a község népessége 1886 fő volt, melynek 69,09%-a román, 24,76%-a magyar és 4,45%-a roma. Vallási hovatartozás szempontjából a lakosság 72,38%-a ortodox, 17,34%-a református, 6,42%-a római katolikus és 1,54%-a görög rítusú római katolikus.

## Története
Ecel községből vált ki 2004 márciusában.

## Nevezetességei
A község területéről az alábbi épületek szerepelnek a romániai műemlékek jegyzékében:
- a küküllőalmási református templom (SB-II-a-A-12308)